# Гирин (метеорит)
Гири́н (кит. 吉林, англ. Jilin, Kirin) — группа хондритов общим весом более 4 тонн, упавших вблизи города Гирин в одноимённой китайской провинции в 1976 году.

## Описание
Крупнейший, из современных метеоритных событий, каменный дождь в мире.